# Sigmund Kolisch

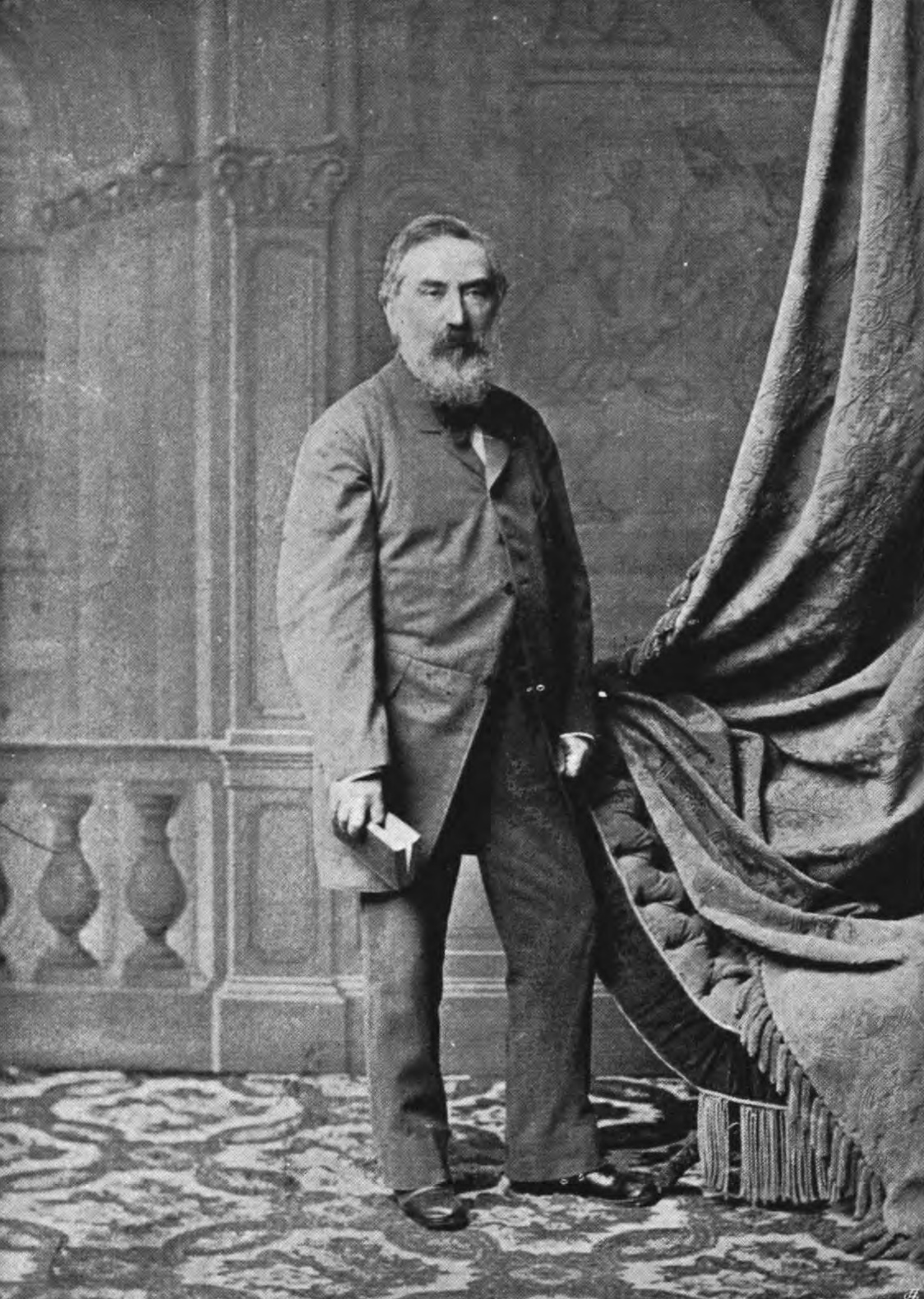
Sigmund Kolisch

Sigmund Kolisch (* 21. September 1816 in Koryčany, Mähren; † 27. Dezember 1886 in Göding) war ein österreichischer Dichter, Journalist und Historiker. Er war Mitarbeiter bei verschiedenen revolutionär gesinnten Zeitungen.

## Leben  und Wirken
Sigmund Kolisch studierte an der Universität Wien Klassische Philologie, Geschichte und Philosophie. Nach einem kurzen Aufenthalt in Italien 1847 nahm er an der Märzrevolution von 1848 teil. Er war einer der Mitarbeiter der revolutionären Zeitung Der Radikale, der damals meistgelesenen Zeitung in Wien, und arbeitete auch mit Hermann Jellinek zusammen, einem Journalisten der Österreichischen Allgemeinen Zeitung, der der Habsburger Dynastie sehr kritisch gegenüber stand.
Angesichts der Restauration und der Repressalien durch die kaiserlichen Truppen musste er 1848 Österreich verlassen, um in Deutschland (Leipzig und Weimar), dann in Frankreich und Spanien Zuflucht zu suchen. Sein Kollege Hermann Jellinek wurde von den kaiserlichen Truppen gefangen genommen und hingerichtet.
In Paris arbeitete er für Charles Havas, der 1835 die Agentur Havas gründete. Erst 1868 kehrte er nach Wien zurück. Von Paris aus arbeteitete er auch für die Redaktion der Gartenlaube.

## Werke
- Todtenfeier in Oesterreich, Brünn, 1848
- Kleine Romane aus Wien, Leipzig und Brünn, 1848
- Ludwig Kossuth und Clemens Metternich, Leipzig, 1850
- Auf dem Vulkan, Stuttgart, 1868
- Die Christin, Wien, 1875.